# Commandement opérationnel nord
Le commandement opérationnel nord (en ukrainien : Оперативне командування «Північ», abrégé en ОК «Північ» ; numéro d'unité militaire А4583) est une structure militaire ukrainienne de l'armée de Terre ukrainienne créée en 1996.
Il dirige les unités présentes dans les oblasts de Poltava, de Soumy, de Jytomyr, de Rivne, de Tchernihiv, de Khmelnytskyï, de Tcherkassy, et de Kiev, ainsi que la capitale Kiev elle-même.

## Historique
Le commandement opérationnel nord est créé en 1996, basé sur le 1er corps d'armée (en) (ex-1re armée de la Garde) ; il consiste en la reprise des formations de la 8e armée soviétique.

## Composition

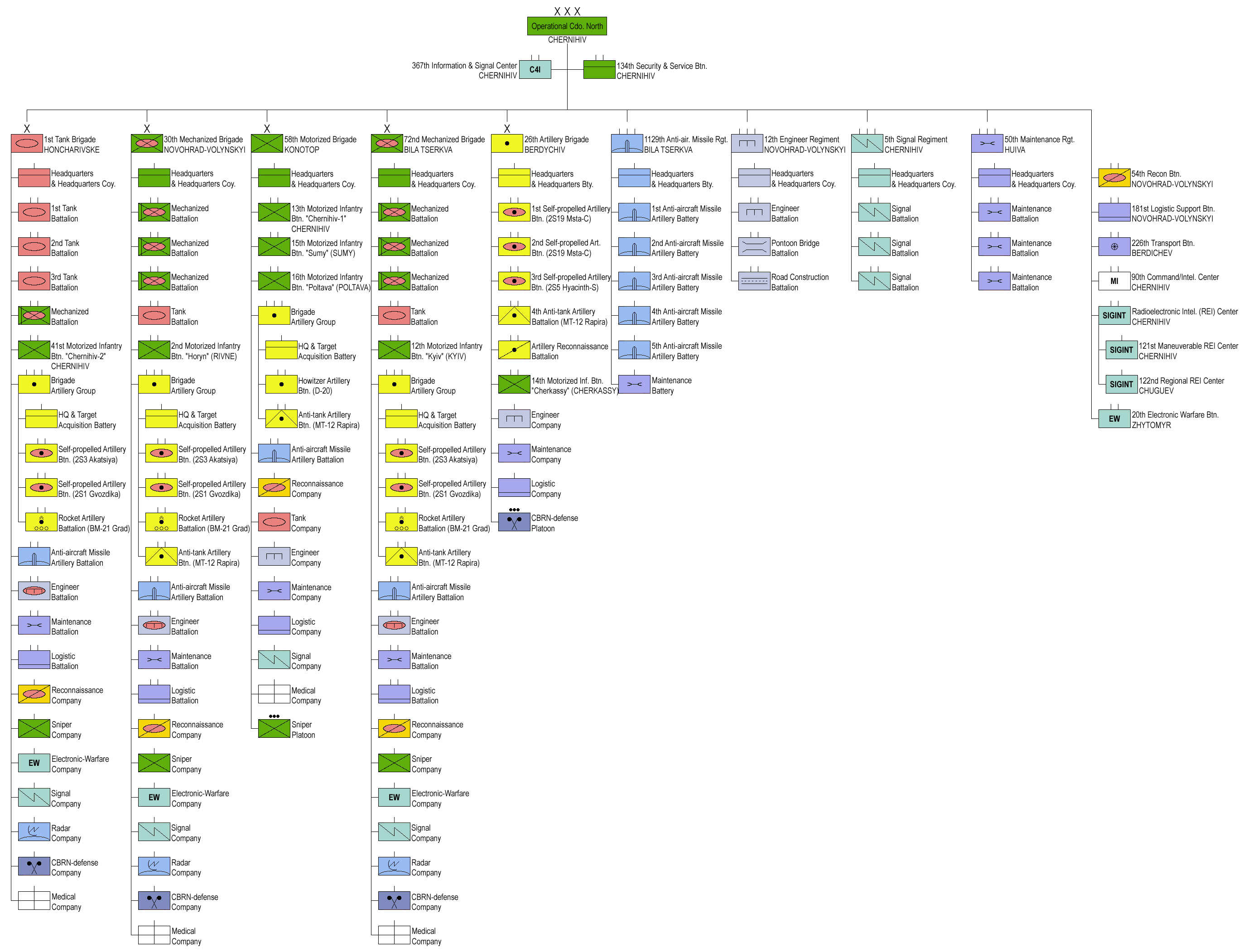
Structure opérationnelle en 2017.

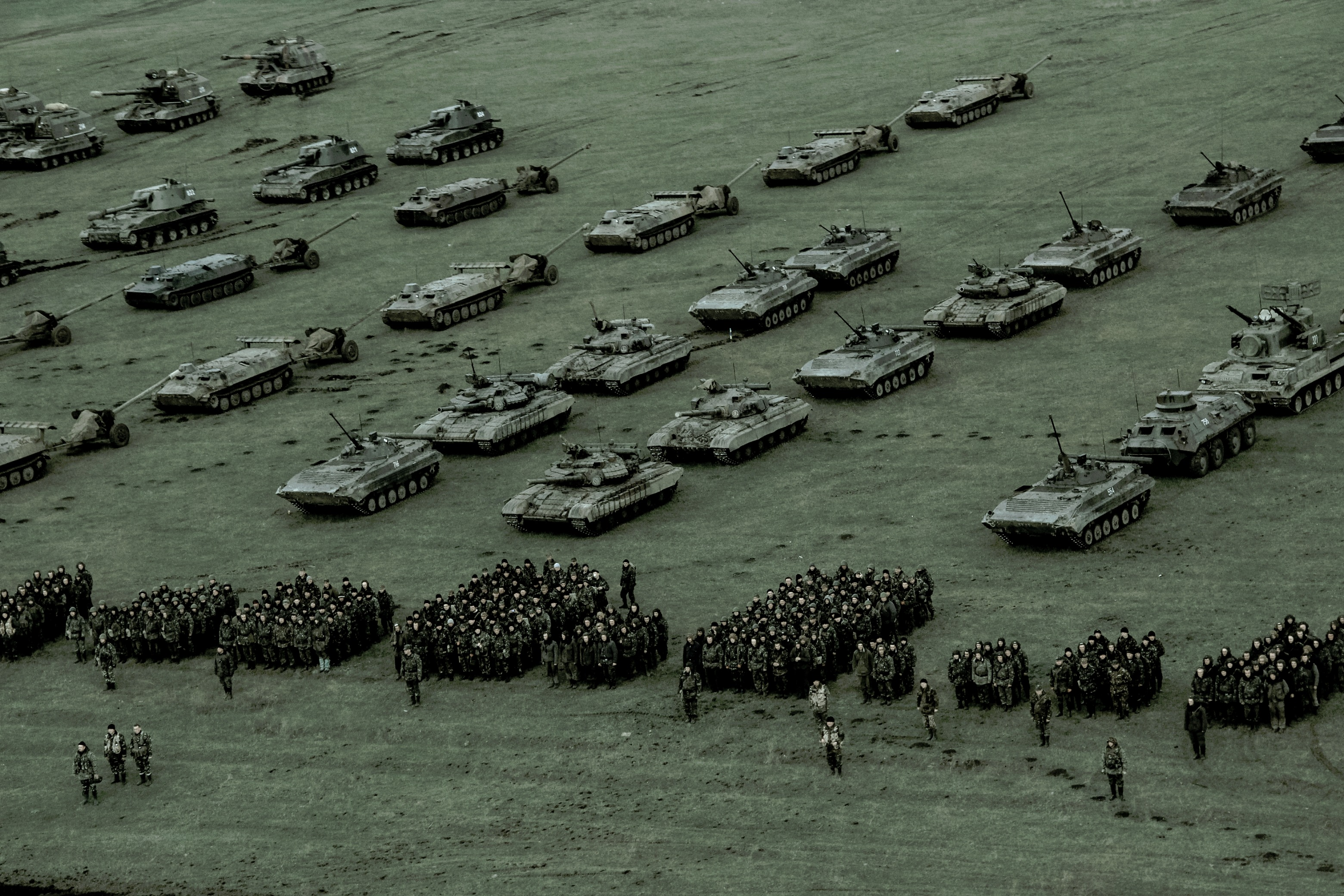
Revue de la mécanisée, le 13 avril 2014 à.

### 2023
En août 2023, il comprend les unités suivantes : 
- 1re brigade de chars, à Hontcharivske ;
- 5e brigade d'assaut,
- 6e détachement de drones d'attaque « Viy »[2]
- 30e brigade mécanisée, à Novohrad-Volynski ;
- 31e brigade mécanisée, à Jytomyr ;
- 32e brigade mécanisée ;
- 44e brigade mécanisée, à Nijyn ;
- 47e brigade mécanisée ;
- 58e brigade motorisée, à Konotop ;
- 61e brigade mécanisée, à Jytomyr ;
- 62e brigade mécanisée[3], formée à Berdytchiv ;
- 72e brigade mécanisée, à Bila Tserkva ;
- 143e brigade d'infanterie,
- 155e brigade mécanisée ;
- 26e brigade d'artillerie, à Berdytchiv ;
- 49e brigade d'artillerie, à Tchernihiv ;
- 1129e régiment de missiles antiaériens, à Bila Tserkva ;
- 12e régiment de soutien opérationnel (uk) à Novohrad-Volynski ;
- 45e bataillon de fusiliers (uk)
- 54e bataillon de reconnaissance
- 57e bataillon radiotechnique
- 66e brigade mécanisée

- 91e régiment du génie (Ukraine)
- 633e bataillon de mitrailleuses antiaériennes
- 635e bataillon de mitrailleuses antiaériennes

### 2025
- 1er régiment d'assaut (en)
- 1re brigade de chars
- 5e brigade d'assaut
- 5e régiment de communication (en)
- 12e régiment de soutien (uk)
- 26e brigade d'artillerie
- 30e brigade mécanisée
- 32e brigade mécanisée
- 44e brigade mécanisée
- 49e brigade d'artillerie
- 50e régiment de réparation et de restauration (uk)
- 54e bataillon de reconnaissance (en)
- 72e brigade mécanisée
- 90e centre de commandement et de reconnaissance
- 127e brigade de défense territoriale
- 134e bataillon de sécurité et de support
- 143e brigade d'infanterie (Ukraine)
- 152e brigade de chasseurs
- 153e brigade mécanisée
- 158e brigade mécanisée (en)
- 142e brigade d'infanterie
- 210e régiment d'assaut (uk)
- 242e centre d'entraînement
- 420e bataillon de systèmes sans pilotes
- 633e bataillon de mitrailleuses antiaériennes
- 635e bataillon de mitrailleuses antiaériennes
- 1129e régiment de missiles antiaériens[4]

## Commandement
- 1992 - 1996 : lieutenant-général Valentyn Boryskine
- 1996 - 1998 : colonel-général Viktor Kolotov
- 2000 - 2005 : colonel-général Oleh Chustenko
- 2005 : Iouriy Horoliouk
- 2005 - 2007 : général Serhiy Bessarab
- 2007 - 2012 : général Anatoliy Syrotenko
- novembre 2013 - 2015 : général Ihor Kolesnyk
- 2015 - 2017 : général Oleksandr Lokota
- février 2017 - 2017 : général Vyacheslav Nazarkin
- 2017 : général Volodymyr Kravtchenko
- 2019 : général Vassil Ossiptchouk[5]
- 2019- : général de division Viktor Nikoliouk[6],[7]
- 2019 - 2021 : Valeri Zaloujny
- octobre 2021 - mars 2023 : Général de division Viktor Nikoliouk
- Depuis mars 2023 : Dmytro Krassylnykov